# Ashwood
Ashwood – wieś w Anglii, w hrabstwie Staffordshire, w dystrykcie South Staffordshire. Leży 36 km na południe od miasta Stafford i 180 km na północny zachód od Londynu.